# Luca Rigoni
Luca Rigoni, né le 7 décembre 1984 à Schio, est un footballeur italien.
Il est le frère aîné de Nicola Rigoni. Il peut jouer comme milieu de terrain droit ou central.

## Carrière
Rigoni commence sa carrière à Vicence, le club de sa région natale, en mai 2003, en Serie B. En 2005, Rigoni est transféré à la Reggina (en copropriété), mais il ne parvient pas à s'y imposer. Il est alors prêté en Serie B à Piacenza.
En juin 2006, Vicence rachète le contrat de Rigoni contre un million d'euros et lui offre un contrat de quatre ans. Redevenu titulaire, il est transféré en janvier 2008 au Chievo, avec un nouvel accord de copropriété,.
Avec le Chievo, Rigoni est promu en Serie A, et devient titulaire à partir de janvier 2009. Le club rachète alors la totalité de son contrat. Il joue dès lors régulièrement en Serie A.
En juillet 2014, il est recruté par Palerme. Lors de la saison 2014-2015, il inscrit 9 buts en Serie A avec Palerme, ce qui constitue sa meilleure performance. En décembre 2015, il signe au Genoa CFC.